# ارين نيل
ارين نيل (بالإنجليزية: Warren Neill)‏ (21 نوفمبر 1962 في المملكة المتحدة - ) هو لاعب كرة قدم بريطاني في مركز الدفاع. لعب مع كوينز بارك رينجرز ونادي بورتسموث ونادي واتفورد.

## وصلات خارجية
- ارين نيل على موقع قاعدة بيانات كرة القدم.إي يو (الإنجليزية)